# Cajati
O cajati (Cryptocarya mandioccana) é uma árvore que chega a medir até 10 metros, da família das lauráceas, de folhas lanceoladas, coriáceas, flores em panículas terminais e pequenas bagas, globosas e aromáticas. Nativa do Brasil, principalmente do estado do Espíto Santo e Rio de Janeiro, é cultivada como melífera e pelas propriedades estomáquicas da casca. Também é chamada de canela-lajiana. O nome cajati é de origem tupi. Nesta língua, a árvore se chamava akaîakatinga.